# José Antonio Pérez García
José Antonio Pérez García (Colindres, Cantabria, 24 de febrero de 1726-Santiago de Chile 19 de noviembre de 1814 ) fue un militar español expatriado en Chile, donde además fue cronista e historiador. 

## Biografía
Natural de Cantabria, Pérez García viajó a Sudamérica en 1740, desembarcando en Brasil, desde donde pasó a servir en las milicias de Buenos Aires entre 1745 y 1754. En ese último año, se incorporó al cuerpo de milicias de La Frontera de Arauco, en las que permaneció por espacio de 25 años. En su calidad de soldado asistió a varios parlamentos, entre ellos el celebrado en Santiago en 1762, y adquirió mucha experiencia en materia de relaciones fronterizas en la actual Región de la Araucanía. En 1779 consiguió que lo trasladaran a la guarnición de Santiago, cargo en el que sirvió hasta 1792, cuando se retiró definitivamente del ejército para dedicarse de lleno al comercio. En esta nueva actividad adquirió fortuna, llegando a ser uno de los hombres más ricos de la capital.

## Obra historiográfica
La trayectoria historiográfica de Pérez García comenzó en 1788, cuando el entonces gobernador de Chile Ambrosio O'Higgins le encargó terminar la Historia de Chile de Pedro de Córdoba y Figueroa, cuyo autor había muerto antes de finalizarla (1751). Con este propósito, le facilitó la segunda parte del manuscrito de la Historia militar, civil y sagrada del jesuita Miguel de Olivares, que había quedado en Chile luego de la expulsión de los jesuitas del Imperio Español de 1767.
Sobre la base de estos dos trabajos, Pérez García se dio a la tarea de escribir una historia general de Chile, que tiene la particularidad de abarcar todo el período colonial chileno, puesto que fue terminada en 1810, meses antes de que un cabildo abierto eligiera a la Primera Junta de Gobierno. Para elaborar su estudio, utilizó los archivos del Cabildo de Santiago, así como documentación facilitada por las autoridades de la época. Además recurrió a una buena cantidad de cronistas y escritores de los siglos XVI al XVIII, entre ellos Francisco Núñez de Pineda y Bascuñán, Juan Ignacio Molina, Jerónimo de Quiroga, Alonso de Ercilla, Antonio de Herrera y Tordesillas, Inca Garcilaso de la Vega y Cosme Bueno.
La obra de Pérez García, paralela al trabajo realizado por Vicente Carvallo y Goyeneche, también quedó inédita por el inicio del proceso de Independencia de Chile, del que fue crítico y enemigo. Noventa años después, fue publicada en la Colección de Historiadores de Chile y documentos relativos a la Historia nacional, en sus volúmenes 22 y 23. El primer tomo relata los hechos entre la llegada de Pedro de Valdivia y 1563. El segundo, entre los años 1563 y 1810. Su biografía fue publicada años antes por José Toribio Medina en su Diccionario Biográfico Colonial de 1886.